# Isabelle et Florence Lafitte
 (octobre 2021).
Pour les articles homonymes, voir Lafitte.
Isabelle et Florence Lafitte, sœurs jumelles nées à Versailles (Yvelines) le 10 juillet 1961, forment le Duo Lafitte, duo de deux pianos.

## Biographie
Isabelle et Florence Lafitte sont pianistes duettistes et sœurs jumelles. Elles sont diplômées du Conservatoire national supérieur de musique et de danse de Lyon. Elles complètent leurs études à l’Académie Franz-Liszt de Budapest avec les bourses du ministère de la Culture français et du ministère de la Culture hongrois, puis à la Manhattan School of Music de New-York avec la bourse d'excellence LAVOISIER du Ministère des affaires étrangères et européennes.
Elles ont réalisé des transcriptions pour deux pianos comme La Flûte enchantée de Mozart, Le Paradis et la Péri de Schumann, Stenka Razine de Glazounov, la Vida Breve de Falla et  le Jazz et la Java de Nougaro / Dattin. Elles ont aussi adapté à deux pianos Shéhérazade de Rimsky-Korsakov, et en collaboration avec les organistes Vernet et Meckler, les deux concertos pour piano et orchestre de Brahms dans une version pour huit mains piano-orgue qui s'inspire de celles pour deux pianos de Paul Juon (1872-1940) et de Theodor Kirchner (1823-1903).
Isabelle Lafitte a composé une musique de ballet pour deux pianos : "Nega / C / tive B.D.", créée au Festival des Hivernales d’Avignon, au Théâtre de Rungis, avec la compagnie japonaise Agua-Gala. Cette commande a été soutenue par l’ADAMI, la Biennale de danse et le Conseil Général du Val de Marne.
Dès leur première émission de radio sur France Musique, à l'âge de 13 ans, elles parcourent le monde, en récital ou avec orchestre, dans des lieux prestigieux comme le Concertgebouw d'Amsterdam, Théâtre des Champs-Élysées à Paris, Rudolfinum de Prague, KKL de Lucerne, Philharmonie de Cologne, Shenzhen Concert Hall, etc., sous la direction de James Gaffigan, Charles Dutoit, Léopold Hager entre autres, avec le Philharmonique de Hong-Kong, l'Orchestre du Mozarteum de Salzbourg, l’Orchestre national de France, etc.
Elles sont également primées à l'International Music Video Competition (Fuji TV Network) en 1987 à Tokyo et au Dranoff International Two Piano Competition en 1989 à Miami.

## Discographie
- Récital Mozart, Mendelssohn, Liszt (Alphée)
- Concerto pour deux pianos et orchestre de Poulenc (VMG)
- Récital Darius Milhaud, Tristan-Patrice Chalullau (Alphée)
- Concertos n°1 et 2 pour piano et orchestre de Brahms dans la version à huit mains piano-orgue de Lafitte-Vernet-Meckler (Ligia Digital)
- Essaimer... Aux confluences des mondes (Soupir)